# منتخب البحرين لكرة الصالات
منتخب البحرين لكرة الصالات يمثل البحرين في المسابقات الدولية لكرة الصالات ويخضع لسيطرة اتحاد البحرين لكرة القدم.

## البطولات

### بطولة كأس العالم لكرة القدم داخل الصالات
- 1989 – لم يشارك
- 1992 – لم يشارك
- 1996 – لم يشارك
- 2000 – لم يشارك
- 2004 – لم يشارك
- 2008 – لم يشارك
- 2012 – لم يتأهل
- 2016 – لم يتأهل

### بطولة آسيا لكرة القدم الخماسية
- 1999 – لم يشارك
- 2000 – لم يشارك
- 2001 – لم يشارك
- 2002 – المرحلة الأولى
- 2003 – لم يشارك
- 2004 – لم يشارك
- 2005 – لم يشارك
- 2006 – لم يشارك
- 2007 – لم يشارك
- 2008 – لم يشارك
- 2010 – لم يتأهل
- 2012 – لم يتأهل
- 2014 – لم يشارك
- 2016 – لم يتأهل
- 2018 – ربع النهائي

### بطولة اتحاد غرب آسيا لكرة الصالات
- 2007 – لم يشارك
- 2009 –  المركز الثالث
- 2012 – لم يشارك